# Roberto Cazzolla Gatti
Pour les articles homonymes, voir Gatti.
Roberto Cazzolla Gatti, né le 11 février 1984, est un biologiste italien spécialiste de l'environnement et de l'évolution, qui étudie la diversité et la conservation biologique.
Il est professeur agrégé à l'Université de Bologne. Il travaille également en tant que photographe documentaire indépendant et réalisateur de films sur la faune sauvage et coordonne des explorations géographiques et scientifiques dans certains des endroits les plus reculés de la Terre.

## Biographie
Écologiste et biologiste évolutionniste. PhD en écologie forestière.
Ses recherches interdisciplinaires portent sur la santé des écosystèmes et de la planète, la biodiversité (végétale et animale) et la protection de l'environnement mondial, se situant à l'interface entre l'écologie, l'évolution et l'éthologie.
De 2015 à 2021, il a été professeur agrégé à l'Institut de biologie et coordinateur du programme de maîtrise en biodiversité de l'Université d'État de Tomsk (TSU), en Russie.
Il a également été professeur agrégé à l'Institut Polytechnique de Rouen UniLaSalle (France), chercheur principal à l'Institut Konrad Lorenz (KLI) pour la recherche sur l'évolution et la cognition (Autriche), chercheur associé au Département des forêts et des ressources naturelles de Purdue University (États-Unis) et professeur invité à l'Université Forestière de Pékin (Chine).
Il est membre de l'UICN et de la Society for Conservation Biology, et professeur externe du KLI. Avant, il était chercheur au CMCC et consultant de l'FAO et du WWF. Il est diplômé en biologie (Bachelor's Degree), soutenant une thèse en écologie marine et en biologie de l'environnement et de l'évolution (Master's Degree, Hons) à l'Université de Bari, Italie, soutenant une thèse en zoologie et anthropologie («Primate visual system and stereopsis»). Il est titulaire d'un doctorat en écologie forestière de l'université de la Tuscia à Viterbe (Italie) où il étudie les forêts tropicales d'Afrique et leur biodiversité. Il est également titulaire d'une maîtrise de niveau II (Hons) en Politiques internationales et protection de l'environnement mondial obtenue à l'Université de la Tuscia, soutenant une thèse sur L'Afrique: biodiversité et changement climatique. Il est également diplômé de l'école de spécialisation « Biodiversité et services écosystémiques » de l'Institut de recherche sur les impacts climatiques de Potsdam (PIK), en Allemagne, avec une formation à Peyresq, Alpes de Haute-Provence, France.
En plus d'avoir mené des études de terrain (il a travaillé cinq ans dans les steppes et les arbustes méditerranéens du sud de l'Italie et des Balkans, six ans en Afrique tropicale, en Inde, en Indonésie et en Australie, trois ans en Sibérie), il est connu pour argumenter que la biodiversité est un processus autocatalytique, écologique et évolutif et pour apporter la preuve d'une conscience de soi non primaire de l'animal (par exemple, étudier la cognition du chien avec un nouveau «Sniff-test»).
Il a proposé que «la vie engendre la vie» et que la diversité des espèces sur Terre se crée d'elle-même.
Il a également suggéré plusieurs hypothèses et théories novatrices en matière d'écologie et d'évolution, telles que l'origine endogénosymbiotique de la biodiversité, la relation hauteur-diversité de la canopée (proposant l'existence d'une relation espèce-volume en écologie), la coexistence des espèces par «l'évitement de la concurrence» et la nature fractale du gradient de biodiversité latitudinale.
Il s'oppose fermement à ce que la concurrence soit considérée comme le principal moteur de l'évolution et préconise une remise en cause de l'importance des relations coopératives/mutualistes pour expliquer l'existence de la diversité biologique. En 2011, il a proposé la « BRNDT» (Biodiversity-related Niches Differentiation Theory), dans laquelle il soutient que le nombre de niches dans un écosystème dépend du nombre d'espèces présentes à un moment donné et que les espèces elles-mêmes permettent l'amélioration des niches en termes d'espace et de nombre. Il a constaté qu'en utilisant un modèle tridimensionnel comme hypervolume écologique et en testant la théorie sur différents écosystèmes, il est possible de démontrer que chaque espèce joue un rôle fondamental pour faciliter la colonisation par d'autres espèces en modifiant simplement l'environnement et en augmentant de façon exponentielle les niches disponibles. Le BNDT souligne l'évidence que le processus de différenciation des créneaux est strictement abordé par espèce. Cette approche a des conséquences diverses, d'une part en reconsidérant les schémas de coexistence des espèces et d'autre part en termes d'une meilleure compréhension de l'importance réelle de la coopération et de la concurrence dans l'évolution de la diversité biologique.
En 2013, il écrit le roman Le paradoxe de la civilisation (en italien : Il paradosso della civiltà). Le livre s'inspire de ses voyages dans les régions tropicales, des rencontres avec les Pygmées africains et de la vie sauvage et raconte les abus des sociétés civilisées sur l'environnement et les peuples indigènes.

## Œuvres
- Biodiversity in Time and Space, Nova Science Publishing, New York, 430 pp., Forthcoming
- Animali non umani. Una nuova coscienza: Saggi scelti e racconti, Key Editore, Vicalvi (FR), 154 pp., 2016
- Biodiversità, in teoria e in pratica, LibreriaUniversitaria.it Edizioni, Padova, 360 pp., 2014
- Il paradosso della civiltà, Adda Editore, 242 pp., 2013
- Ambienti, flora e fauna delle Murge di sud-est, Adda Editore, Bari, 520 p. 2011
- A. P. Andrade, B. F. Herrera, R. Cazzolla Gatti, Building Resilience to Climate Change: Ecosystem-based adaptation and lessons from the field, IUCN, Gland (Suisse), 164 pp., 2010
- Indonesia, il regno della bellezza, Villaggio Globale Editore, 72 pp., 63 photos, 2013
- India, i colori dell’anima, Villaggio Globale Editore, p. 119, 111 photos, 2013
- Australia, l’enciclopedia della vita, Villaggio Globale Editore, 178 pp., 168 photos, 2014
- Africa, dove popoli e natura s’incontrano, Villaggio Globale Editore, 150 pp., 140 photos, 2014
- Itinerari naturalistici nella Puglia delle Murge. Escursioni e passeggiate tra Bari e Taranto, 3 volumes, 247 pp., 2013